# مهاجرت انسان

نرخ مهاجرت خالص سالانه ۲۰۱۵ الی ۲۰۲۰ - پیش‌بینی شده توسط سازمان ملل در ۲۰۱۹

مهاجرت انسان (به انگلیسی: human migration) به جابجایی فیزیکی انسان از یک منطقه به منطقه دیگر، گاهی در مسافت‌های طولانی یا در گروه‌های بزرگ گفته می‌شود. جابجایی مردم در دوران مدرن، تحت هر دو شکل مهاجرت داوطلبانه (در منطقه یا کشور خود یا فراتر از آن) و مهاجرت اجباری (که شامل تجارت برده، قاچاق انسان و پاک‌سازی قومی) می‌شود ادامه دارد. 

نرخ خالص مهاجرت در سال ۲۰۱۵: مثبت (آبی)، منفی (نارنجی)، پایدار (سبز)، و نبود اطلاعات (خاکستری).

فشار مهاجرت انسان، چه به صورت آشکار از طریق فتوحات و چه توسط نفوذ آهسته فرهنگی و اسکان مجدد، (مانند سقوط امپراتوری روم) تأثیر بزرگ تاریخی خودش را داشته‌است. مانند شهرک‌های پیشاتاریخ و پس از آن در استرالیا و آمریکا، تحت عنوان استعمار مهاجرت انسان دنیا را متحول کرده‌است. ژنتیک جمعیت با مطالعه جوامع مدرن ساکن اطلاعات زیادی در مورد الگوهای تاریخی مهاجرت فراهم کرده‌است.

## جستارهای وابسته

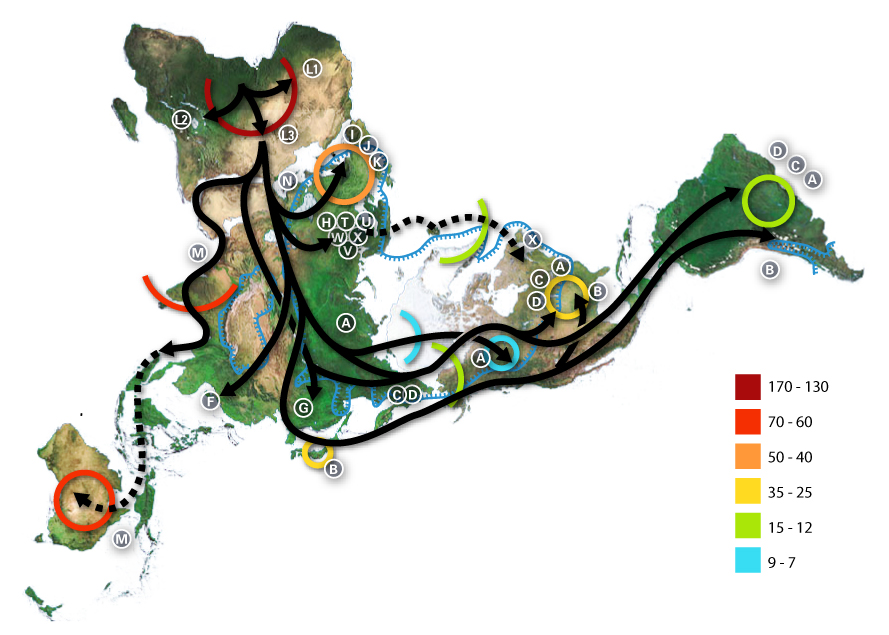
نمودار میتوکندری مبتنی بر دی ان ای از مهاجرت‌های بزرگ انسان است. (اعداد در واحد هزاره قبل از دوران کنونی هستند).